# تا این‌جای کار خوبه! خب که چی بشه!
| بررسی انتقادی              | بررسی انتقادی |
| منبع                       | رتبه‌بندی      |
| -------------------------- | ------------- |
| آل‌میوزیک                   | [ ۱ ]         |
| لس آنجلس تایمز             | [ ۲ ]         |
| راک هارد                   | ۱۰/۱۰         |
| رولینگ استون               | [ ۴ ]         |
| راهنمای آلبوم رولینگ استون | [ ۵ ]         |
| Sputnikmusic               | [ ۶ ]         |
| ویلج ویس                   | B−            |

تا این‌جای کار خوبه! خب که چی بشه! (به انگلیسی: !So Far, So Good... So What) سومین آلبوم استودیویی گروه ترش متال مگادث است که در سال ۱۹۸۸ میلادی و با لیبل کپیتال رکوردز منتشر شد. نسخهٔ رمیکس شده و ریمستر شدهٔ آلبوم همراه با چهار آهنگ اضافی در سال ۲۰۰۴ روانهٔ بازار شد. این تنها آلبوم گروه است که چاک بلر (درامز) و جف یانگ (گیتار الکتریک) در آن حضور داشتند. آنها در پی توری که مگادث بعد از انتشار آلبوم برگزار کرد از گروه کناره گرفتند.
آهنگ ششم آلبوم با نام «در تاریک‌ترین ساعت من» مدّت کوتاهی پس از مرگ کلیف برتون، توسط دیو ماستین ساخته شد. برتون بیسیست متالیکا بود و ماستین از سال ۱۹۸۲ تا ۱۹۸۳ — مدتی قبل از این‌که آلبوم همه‌شان را بکش منتشر شود — به‌عنوان لید گیتاریست با آن‌ها همکاری می‌کرد.
آهنگ سوم آلبوم با نام «هرج و مرج در پادشاهی متحد» اجرای مجدد اثر سکس پیستولز است که اندکی متن آن تغییر داده شده است. استیو جونز (گیتاریست سکس پیستولز) در ضبط این آهنگ با مگادث همکاری کرد.